# Лубянка (приток Мочи)
Лубянка — река в Троицком административном округе Новой Москвы, левый приток Мочи. В устьевой части по реке проходит граница Москвы с Московской областью.
Название реки, вероятнее всего, произошло от слова «луб» — местные жители издавна вымачивали в этой реке кору.
Начало берёт в лесистой местности в километре к югу от деревни Кузенево. Течёт в восточном направлении, протекает по территории Щаповского поселения, в Мочу впадает близ деревни Наумово Дубровицкого поселения. Общая длина — 8 км. На реке расположено два больших пруда, соединяющих посёлки Иваньково и Александрово. В прудах встречается плотва, реже — карп.
Населённые пункты:
- Иваньково
- Александрово
- Щапово
- Наумово